# Нургисаев, Серикбай Урикбаевич
Серикбай Урикбаевич Нургисаев (род. 27 мая 1956, Жанаарна, Илийский район, Алма-Атинская область) — казахстанский политик, бывший аким Кызылординской области, экономист, политолог, кандидат экономических наук.

## Биография
Родился 27 мая 1956 года в селе Жанаарна Илийского района Алма-Атинской области. Происходит из Старшего жуза.
В 1980 году окончил Казахский государственный университет имени С. М. Кирова. В 1980—1983 годах работал мастером, секретарём комитета комсомола ГПТУ. В 1983—1989 годах — заведующий сектором Алма-Атинского обкома, ответорганизатор, заместитель заведующего отделом ЦК ЛКСМК.
В 1989—1991 годах — слушатель АВПШ[уточнить]. В 1991 году — заведующий отделом Алма-Атинского горисполкома. В 1991 году окончил АВПШ. В 1991—1992 годах — заместитель председателя Алатауского райисполкома. В 1992—1993 годах — первый заместитель главы Алатауской районной администрации.
В 1993—1994 годах — глава Советской районной администрации города Алматы. В 1994 году заочно окончил Казахскую государственную академию управления. В 1994—1996 годах — президент финансово-промышленной ассоциации «Глоба-Казахстан». С января 1996 года — первый заместитель акима Кызылординской области.
В 1999 году — член совета директоров АО «Hurricane Kumkol Munai». С 28 июля 1999 по апрель 2004 года — аким Кызылординской области. С 5 апреля по июль 2004 года — советник президента РК. С июля 2004 года — специальный представитель Президента РК в Алматы.
7 марта 2008 года — начальник управления Агентства РК по делам государственной службы-председателем дисциплинарного совета по Алматинской области.

## Награды
- Награждён орденом «Курмет» (2002)[4].
- Почётная грамота Совета МПА СНГ (26 ноября 2015 года, Межпарламентская ассамблея СНГ) — за активное участие в деятельности Межпарламентской Ассамблеи и её органов, вклад в укрепление дружбы между народами государств — участников Содружества Независимых Государств[5].